# U-motor
U-motor (ang. U-engine, tudi twin bank ali double bank) je vrsta batnega motorja, pri katerem so bati nameščeni v dveh vrstah v obliki črke "U" - v dva vrstna motorja, nameščen eden poleg drugega. Vsaka vrsta ima svojo ročično gred. U-motor je deloma podoben H-motorju, pri katerem za združena dva protibatna motorja. U-motorji so nekako težji in v praksi zelo redki.